# Woodville, Alabama
Woodville är en ort i Jackson County i Alabama, USA.